# Norgesmesterskabet i boksning 1912
Norgesmesterskabet i boksning 1912 blev arrangeret af Bergens Atletklub
30. november – 1. december i Turnhallen i Bergen.

## Medaljevindere

### Herrer
| Vægtklasse:  | Guld:                      | Sølv:                    | Bronze: |
| Bantam       | Ingen deltagelse           |                          |         |
| Fjervægt     | Nathal Mikal Sørensen, BAK | R. Gullaksen, BAK        |         |
| Letvægt      | Hilmar Olsen Frog, Ørnulf  | Bjarne Skaugstad, Ørnulf |         |
| Mellemvægt A | Valdemar Jensen, BAK       |                          |         |
| Mellemvægt B | Sigurd Pedersen, BAK       |                          |         |
| Sværvægt     | Anton Simonsen, BAK        |                          |         |